# 79 Ceti b
79 Ceti b, eller HD 16141 Ab, är en exoplanet som kretsar runt stjärnan 79 Ceti med en omloppstid på omkring 76 dagar. Tillsammans med HD 46375 b var 79 Ceti b vid upptäckten den exoplanet som hade minsta massa.  Massan har beräknats till 0,215 MJ, vilket är lägre än Saturnus massa (0,299 MJ).